# Madness of Love
Madness of Love (wł. Follia d’amore) – singiel włoskiego piosenkarza Raphaela Gualazziego napisany i wyprodukowany przez niego samego (we współpracy z Ferdinando Arnò) oraz wydany na jego drugiej płycie studyjnej zatytułowanej Reality and Fantasy z 2012 roku.
W lutym 2011 roku włoskojęzyczna wersja utworu wygrała finał 61. Festiwalu Piosenki Włoskiej w San Remo. W tym samym miesiącu numer został wybrany na propozycję reprezentującą Włochy w 56. Konkursie Piosenki Eurowizji organizowanym w Düsseldorfie. 14 maja piosenka została zaprezentowana przez Gualazziego w anglojęzycznej wersji językowej podczas finału widowiska i zajęła ostatecznie drugie miejsce ze 189 punktami na koncie, w tym m.in. z maksymalnymi notami 12 punktów od Albanii, Hiszpanii, Łotwy i San Marino.
Utwór znalazł się na oficjalnej ścieżce dźwiękowej filmu Manual of Love 3 w reżyserii Giovanniego Vchosena i otrzymał nominację do nagrody filmowej Nastri d'argento 2011 w kategorii „Najlepsza oryginalna piosenka”.
Utwór doczekał się dwóch teledysków: klip do anglojęzycznej wersji singla wyreżyserował Duccio Forzano, a do włoskojęzycznej – Valentina Be.

## Lista utworów
CD single
1. „Madness of Love” (ESC Version) – 3:33
2. „Madness of Love” – 3:34
3. „Follia d’amore” – 3:35

## Notowania na listach przebojów
| Kraj       | Lista (2012)               | Najwyższe miejsce | Ceryfikat |
| ---------- | -------------------------- | ----------------- | --------- |
| Włochy     | Singles Top 50             | 8                 | Złoto     |
| Belgia     | Singles Top 100 (Flandria) | 33                | –         |
| Belgia     | Singles Top 100 (Walonia)  | 35                | –         |
| Austria    | Singles Top 75             | 40                | –         |
| Szwajcaria | Singles Top 75             | 52                | –         |
| Holandia   | Singles Top 100            | 90                | –         |